# Atletica leggera ai Giochi della XVIII Olimpiade - 800 metri piani femminili

Video della Finale (film ufficiale dei Giochi)

La competizione degli 800 metri piani femminili di atletica leggera ai Giochi della XVIII Olimpiade si è disputata nei giorni dal 18 al 20 ottobre 1964 allo Stadio Nazionale di Tokyo.

## L'eccellenza mondiale
| Camp.ssa olimpica 1960 | 2'04"3      | Ljudmila Ševcova | Assente  |
| Camp.ssa europea 1962  | 2'02"8      | Gerda Kraan      | Presente |
| Primatista mondiale    | 2'01"2 1962 | Dixie Willis     | Presente |
| Primatista stagionale  | 2'03"7      | Zoya Skobtsova   | Presente |

La francese Maryvonne Dupureur dichiara di voler vincere correndo in 2'02", vicino al record mondiale di 2'01"2. 
L'inglese Packer cerca il riscatto dopo la delusione sui 400 metri, dove ha vinto solo l'argento. Il giro di pista è la sua specialità, invece sugli 800 ha corso solo cinque volte.
Entrambe si qualificano per la finale. Viene eliminata, invece, la primatista stagionale, la sovietica Zoya Skobtsova.

In finale la Dupureur si mette dietro le battistrada, con Ann Packer alle sue spalle. Al suono della campanella si mette in testa e cerca di staccare le avversarie.
Prima della dirittura d'arrivo la Packer lancia un allungo e va a prendere l'oro con il nuovo record mondiale.

La Dupureur corre in 2'01"9, quindi metà della sua previsione era esatta.

Solo settima la campionessa europea Gerda Kraan.

## Risultati

### Turni eliminatori
| 3 Batterie   | 18 ottobre | 23 partenti   | Si qualificano le prime 5 + il miglior tempo. |
| 2 Semifinali | 19 ottobre | 8 + 8         | Si qualificano le prime 4.                    |
| Finale       | 20 ottobre | 8 concorrenti |                                               |

### Batterie
| Pos. | Atleta             | Nazione          | Tempo  |
| ---- | ------------------ | ---------------- | ------ |
| 1    | Maryvonne Dupureur | Francia          | 2'04"5 |
| 2    | Marise Chamberlain | Nuova Zelanda    | 2'06"8 |
| 3    | Zsuzsa Szabó       | Ungheria         | 2'07"7 |
| 4    | Vera Mukhanova     | Unione Sovietica | 2'08"8 |
| 5    | Ann Packer         | Gran Bretagna    | 2'12"6 |
| 6    | Waltraud Kaufmann  | Germania         | 2'14"6 |
| 7    | Jette Andersen     | Danimarca        | 2'15"2 |
| 8    | Abby Hoffman       | Canada           | 2'17"4 |

| Pos. | Atleta                 | Nazione          | Tempo  |
| ---- | ---------------------- | ---------------- | ------ |
| 1    | Mary Hodson            | Gran Bretagna    | 2'08"5 |
| 2    | Anita Wörner           | Germania         | 2'08"6 |
| 3    | Zoya Skobtsova         | Unione Sovietica | 2'08"6 |
| 4    | Gerda Kraan            | Paesi Bassi      | 2'09"8 |
| 5    | Maeve Kyle             | Irlanda          | 2'11"3 |
| 6    | Sandy Knott            | Stati Uniti      | 2'12"2 |
| 7    | Ramazangiin Aldaa-nysh | Mongolia         | 2'21"1 |
| 8    | Dixie Willis           | Australia        | NP     |

| Pos. | Atleta              | Nazione          | Tempo  |
| ---- | ------------------- | ---------------- | ------ |
| 1    | Anne Smith          | Gran Bretagna    | 2'08"0 |
| 2    | Antje Gleichfeld    | Germania         | 2'08"2 |
| 3    | Laine Erik          | Unione Sovietica | 2'08"3 |
| 4    | Gizela Farkaš       | Jugoslavia       | 2'08"7 |
| 5    | Jannie van Eyck-Vos | Paesi Bassi      | 2'09"1 |
| 6    | Olga Kazi           | Ungheria         | 2'12"1 |
| 7    | Masako Kisaki       | Giappone         | 2'18"6 |
| 8    | Han Myeong-Hui      | Corea del Sud    | 2'22"7 |

### Semifinali
| Pos. | Atleta              | Nazione          | Tempo  |
| ---- | ------------------- | ---------------- | ------ |
| 1    | Maryvonne Dupureur  | Francia          | 2'04"1 |
| 2    | Antje Gleichfeld    | Germania         | 2'04"6 |
| 3    | Laine Erik          | Unione Sovietica | 2'04"7 |
| 4    | Anne Smith          | Gran Bretagna    | 2'04"8 |
| 5    | Vera Mukhanova      | Unione Sovietica | 2'04"8 |
| 6    | Jannie van Eyck-Vos | Paesi Bassi      | 2'05"7 |
| 7    | Mary Hodson         | Gran Bretagna    | 2'07"1 |
| 8    | Olga Kazi           | Ungheria         | 2'10"2 |

| Pos. | Atleta             | Nazione          | Tempo  |
| ---- | ------------------ | ---------------- | ------ |
| 1    | Marise Chamberlain | Nuova Zelanda    | 2'04"6 |
| 2    | Zsuzsa Szabó       | Ungheria         | 2'05"1 |
| 3    | Ann Packer         | Gran Bretagna    | 2'06"0 |
| 4    | Gerda Kraan        | Paesi Bassi      | 2'06"2 |
| 5    | Anita Wörner       | Germania         | 2'07"1 |
| 6    | Zoya Skobtsova     | Unione Sovietica | 2'07"4 |
| 7    | Gizela Farkaš      | Jugoslavia       | 2'09"9 |
| 8    | Maeve Kyle         | Irlanda          | 2'12"9 |

### Finale
| Pos.    | Corsia | Atleta             | Età | Nazione          | Tempo  |
| ------- | ------ | ------------------ | --- | ---------------- | ------ |
| Oro     | 8      | Ann Packer         | 22  | Gran Bretagna    | 2'01"1 |
| Argento | 2      | Maryvonne Dupureur | 27  | Francia          | 2'01"9 |
| Bronzo  | 7      | Marise Chamberlain | 28  | Nuova Zelanda    | 2'02"8 |
| 4       | 1      | Zsuzsa Szabó       | 24  | Ungheria         | 2'03"5 |
| 5       | 3      | Antje Gleichfeld   | 26  | Germania         | 2'03"9 |
| 6       | 5      | Laine Erik         | 22  | Unione Sovietica | 2'05"1 |
| 7       | 4      | Gerda Kraan        | 31  | Paesi Bassi      | 2'05"8 |
| 8       | 6      | Anne Smith         | 23  | Gran Bretagna    | 2'05"8 |